# Большие Рымы
Большие Рымы — деревня в Макарьевском районе Костромской области. Входит в состав Горчухинского сельского поселения.

## География
Находится в юго-восточной части Костромской области на расстоянии приблизительно 43 км на юг по прямой от районного центра города Макарьев на левом берегу Чёрного Луха.

## История
В 1872 году здесь было учтено 54 двора, в 1907 году отмечено было 125 дворов. Предполагают, что на так называемом жгонском жаргоне Рымы — дома. 

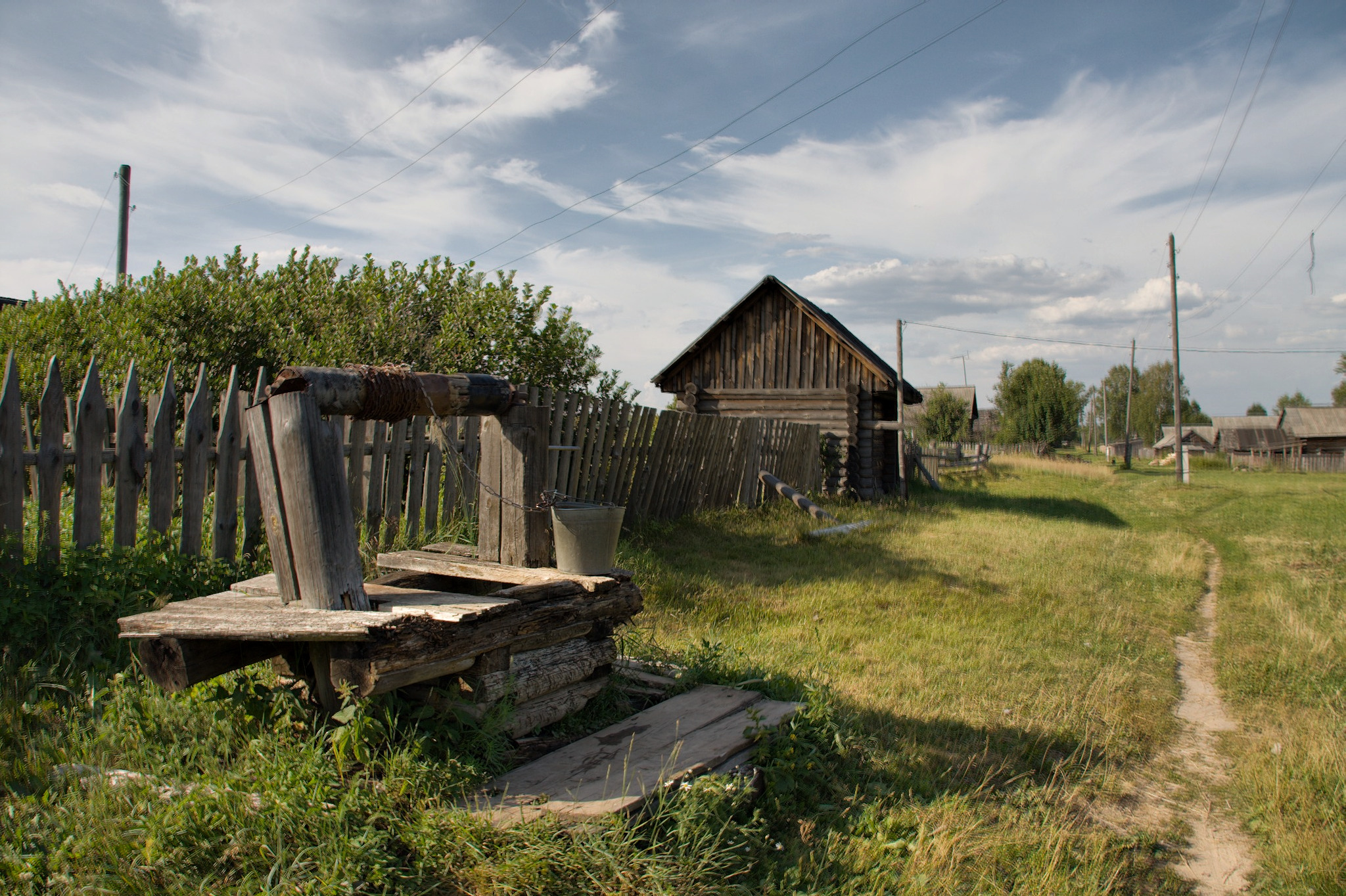

Некогда большая деревня Б.Рымы тянется на 2 км вдоль живописной, полной рыбы реки Черный Лух, за которой начинаются далекие глухие рымовские сосновые леса, описанные П.И. Мельниковым-Печерским в романе «В лесах и на горах».
В прошлом сюда бежали от гонений старообрядцы, и, хотя активных последователей старой веры в этих местах уже не осталось, многие местные жители помнят о своих старообрядческих корнях. Связь со старообрядчеством чувствовалась в рассказах о далеких лесных тайных скитах, по слухам, сохранявшихся даже и в советское время, и в легендах о чтимом местном лесном источнике «Двенадцать ключей», образовавшегося, как думают старожилы, на месте ушедшего в гору скита. 
Лесная глушь, песчаные почвы, холодные реки, в которых бьют ключи – все это составляет красоту здешних мест, но не способствует земледелию. Поэтому местные жители издавна занимались отхожими промыслами, среди которых важнейшим была жгонка – валяние валенок. Мужчины уходили в другие села, районы и области, и там по домам катали валенки для крестьян. Таких мастеров назвали «пимокаты». Они неплохо зарабатывали, но в пути подвергались многим опасностям и выработали особый социальный диалект (арго) – жгонский язык. До сих пор в Юрово и Рымах потомки давних пимокатов-странников помнят отдельные слова и выражения жгонского языка
В этих местах до сих пор ходят легенды об огненном змее, о русалках (называемых в данной местности красавицами или чертовками), о том, как проклятого человека уносит вихрь, о колдуньях, о чудесах (чаще всего – исцеление), а также о встречах со святыми (об их чудесной помощи). Местные верования во многом определяются и географией: овраги, источники, болота, пригорки – все осмысливается в мифологическом ключе. В Юрово и Б. Рымах нам много рассказывали о заложенных разбойниками кладах на далеком лесном болоте; подземных ходах и провалившихся храмах; о чудодейственных источниках и др.

## Население
Постоянное население составляло 368 человек (1872 год), 448 (1897), 660 (1907), 153 в 2002 году (русские 100 %), 48 в 2022.